# Camoufleur

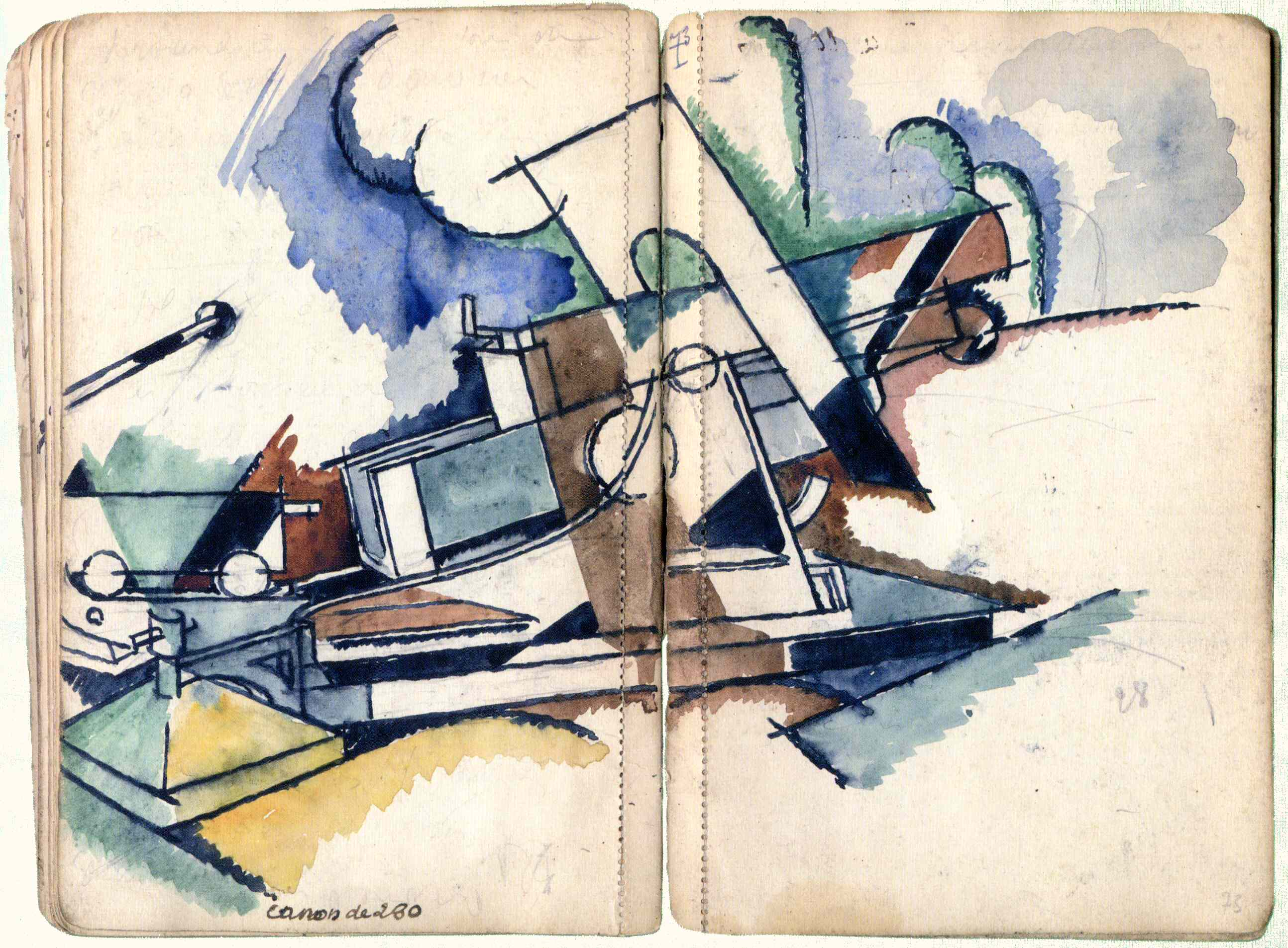
André Mare, Le canon de 280 camouflé, croquis à l'encre et à l'aquarelle tiré du carnet de guerre no 2 (août – décembre 1915) : œuvre cubiste a destination de l'armée française pendant la Première Guerre mondiale.

Un officier de camouflage, ou camoufleur, est une personne qui conçoit et met en œuvre le camouflage militaire dans l'une des guerres mondiales du XXe siècle.
Le terme désigne à l'origine un artiste servant dans une unité de camouflage militaire française de la Première Guerre mondiale. Le profil de camoufleurs s'est ensuite diversifié à partir de la Seconde Guerre mondiale, puis avec l'évolution du numérique.
En plus de pourvoir les soldats, ces artistes ont également obscurci des cibles potentielles — construire des banlieues artificielles sur le toit d'usines d'avions et même des carcasses de chevaux en papier mâché pour que les tireurs d'élite se cachent à l'intérieur — et ont confondu les sous-marins ennemis en peignant des milliers de navires de guerre avec des motifs saisissants inspirés du cubisme et d'autres mouvements artistiques.

## Historique

### Découverte et premières applications pendant la Première Guerre mondiale

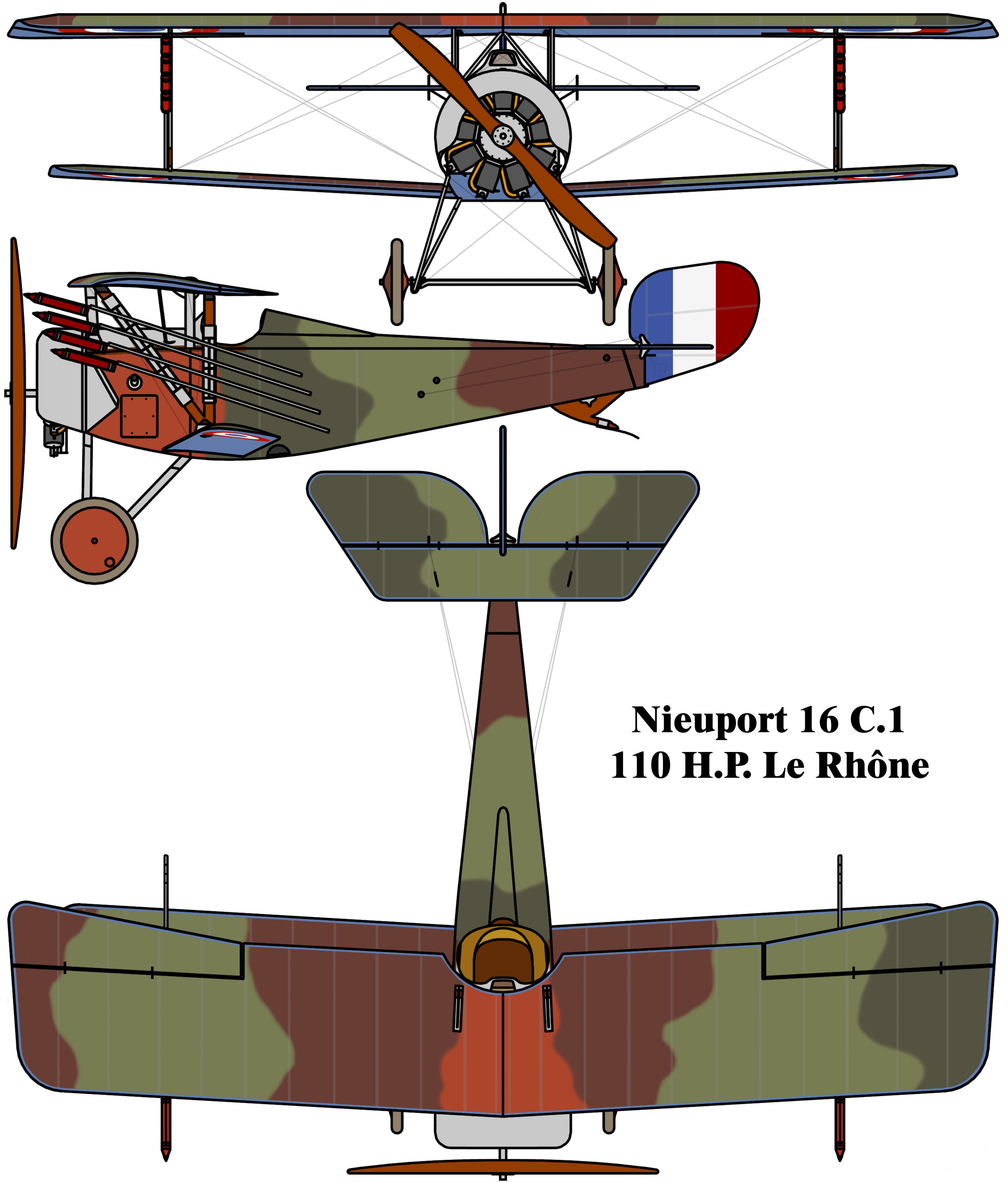
Le Nieuport 16 camouflé pendant la Première Guerre mondiale.

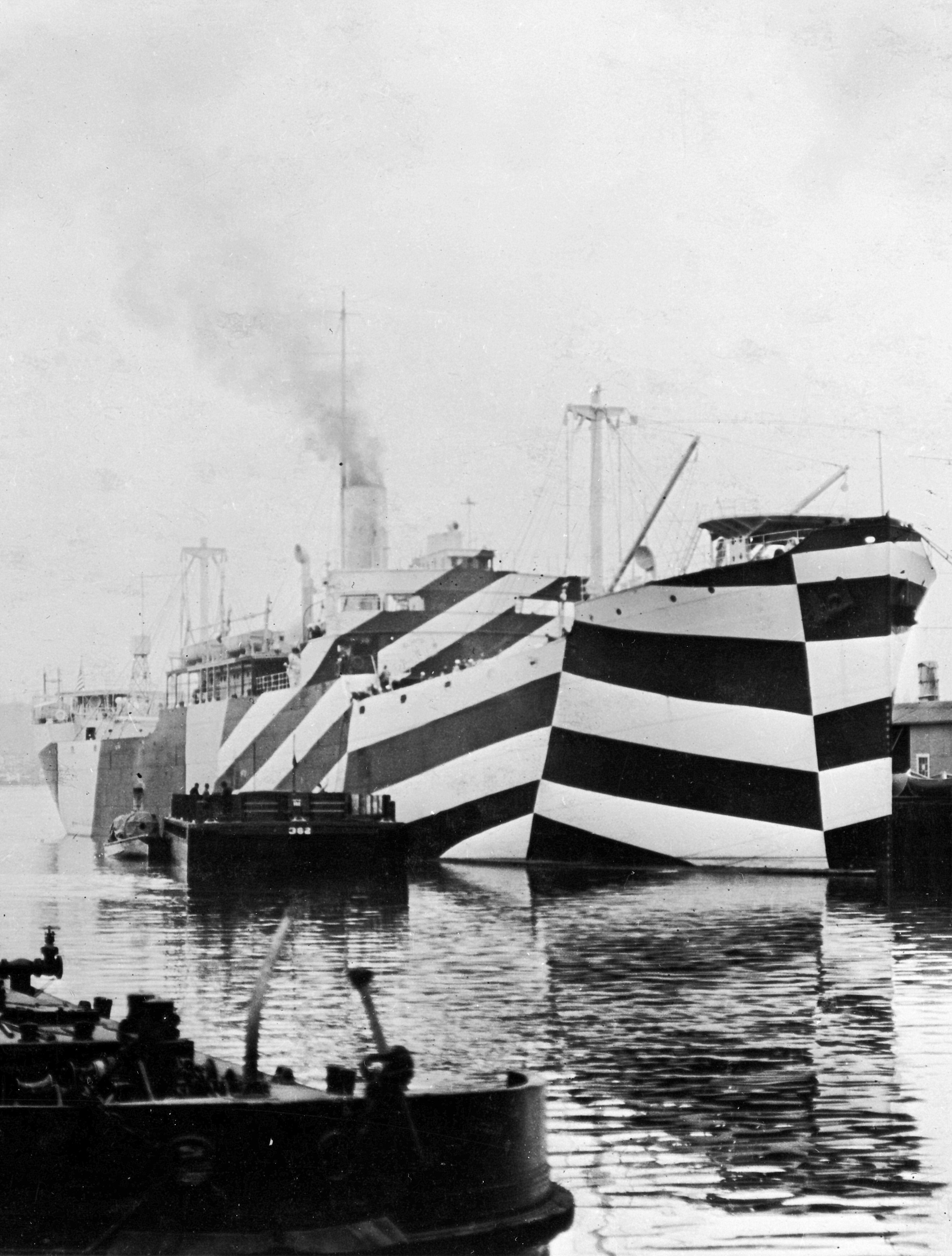
La SS West Mahomet portant un camouflage perturbateur lors de la Première Guerre mondiale.

Bien que proposé pour la première fois par l'artiste et naturaliste américain du XIXe siècle, Abbott Handerson Thayer, le camouflage est apparu pour la première fois dans le domaine militaire à l'époque de la Première Guerre mondiale en France, où les camoufleurs peignaient à la main des motifs pour s'intégrer à l'environnement naturel.
Ainsi, avec la découverte de la peinture de camouflage par Louis Guingot, artiste de l'École de Nancy, et par Eugène J.B. Corbin, l'art du camouflage devient une discipline militaire à part entière, basée dans un premier temps à Nancy, ensuite à Toul : « la création de sections de camouflage permet à de nombreux artistes — auxquels la profession ne destinait pas un rôle particulier dans la guerre — de mettre leur talent au service de la France ». C'est le cas de Lucien-Victor Guirand de Scévola, André Dunoyer de Segonzac, Jean-Louis Forain, Henri Royer et Auguste Desch, ce dernier dirigeant un temps l'équipe de camoufleurs installée dans l'arsenal de Toul.
La section de camouflage, fondée en septembre 1914 par Lucien-Victor Guirand de Scévola dans l'armée française, a développé de nombreuses techniques nouvelles, dont certaines très dangereuses, telles que la pose d'arbres artificiels camouflés la nuit pour remplacer les arbres réels par des postes d'observation exigus. Le peintre cubiste André Mare a été blessé lors de la préparation d'un tel arbre d'observation. Quinze de ses collègues camoufleurs ont été tués pendant la Première Guerre mondiale. Cependant, « les artistes camoufleurs se sont passionnés pour les travaux qui leur ont été confiés ; ils ont cherché sans cesse à perfectionner les techniques de dissimulation » restitue Cécile Coutin en s'appuyant sur les carnets de notes de Jean-Louis Forain, de Louis de Monard, d'André Mare, d'Henri Bouchard, ou encore les mémoires (non publiées) de Berthold Mahn, tous des documents riches de réflexions passionnantes à ce sujet.
Guirand de Scévola s'est beaucoup appuyé sur les artistes cubistes, il l'explique ainsi : « J’avais, pour déformer totalement l’objet, employé les moyens que les cubistes utilisent pour le représenter, ce qui me permit par la suite d’engager dans ma section quelques peintres aptes à dénaturer n’importe quelle forme. » Ainsi, les artistes ont cherché à intégrer la figure au fond, l’objet à son environnement, tout en figurant des objets colorés en trois dimensions sur une surface plane. Pour cela, les techniques cubistes offraient la possibilité de représenter les objets vus sous divers angles tout en les intégrant à l'arrière-plan, notamment par l'usage idoine des couleurs ; sans perspective à point de vue unique, les volumes ressortent quel que soit l'éclairage naturel.

Un des trois ateliers de camouflage dépendant du 1er régiment du génie s'installe à Chantilly en 1917 dans des baraquements spécialement construits sur la petite pelouse, auprès de l'hippodrome. Jusqu'à 1 200 femmes mais aussi 200 prisonniers de guerre allemands et 200 travailleurs annamites sont embauchés pour peindre des toiles servant à la protection visuelle des pièces d'artillerie et transports de troupes.  Berthold Mahn, qui se trouve dans cette unité de Chantilly, l'évoque ainsi : 

« L'ensemble des ateliers sortait chaque jour au moins quatre kilomètres de ces rideaux de verdure artificielle. Leur principale fonction était de camoufler des routes sur lesquelles l'ennemi avait des vues directes. À leur abri, les troupes passaient, invisibles. Les toiles peintes, employées aussi à cet usage, servaient plutôt à recouvrir les tranchées, les abris, les canons, etc. Les camions arrivaient et repartaient sans arrêt, chargés par les prisonniers, et nos fabrications restaient toujours inférieures aux besoins du front qui étaient immenses. »

Certains camoufleurs comme Solomon Joseph Solomon, 54 ans au début de la Première Guerre mondiale, pensaient que des compétences artistiques étaient nécessaires pour concevoir ou construire un camouflage efficace. Il a écrit que « le camoufleur est, bien sûr, un artiste, de préférence celui qui peint ou sculpte des sujets imaginatifs (...) Il ne doit laisser aucun indice au détective de l'autre côté dans ce qu'il conçoit ou exécute, et il doit avant tout être ingénieux. Mais son imagination et son inventivité devraient être libres. »

### Développement technologique pendant la Seconde Guerre mondiale

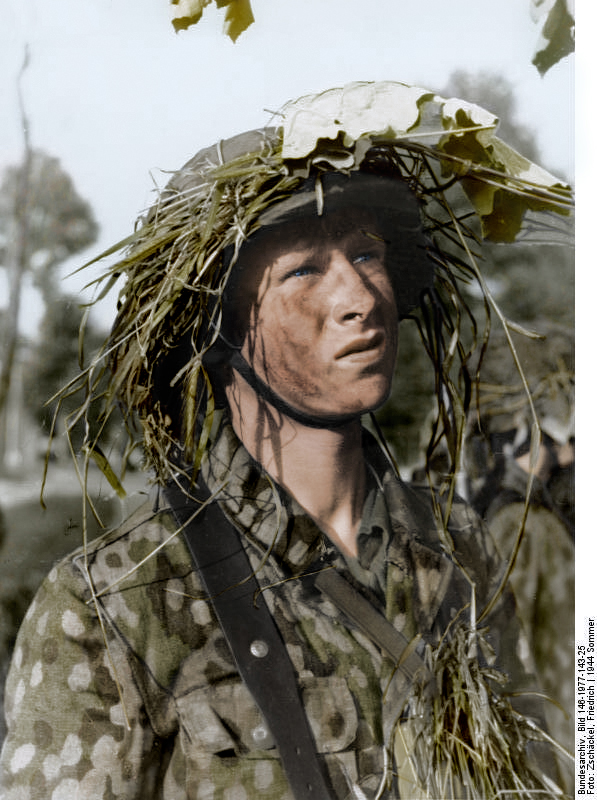
Une photographie recolorée d'un soldat d'une division SS-Grenadier Panzer (en Normandie, 1944), portant une veste à motifs perturbateurs Erbsentarn. La photographie a été colorée après avoir été prise en noir et blanc, donc les couleurs ne reflètent pas parfaitement le motif.

Pendant la Seconde Guerre mondiale, les officiers de camouflage britanniques du Conseil administratif du Commandement du camouflage au Moyen-Orient (en), dirigés par Geoffrey Barkas (en) dans le désert occidental, se font appeler « camoufleurs » et éditent un bulletin humoristique appelé The Fortnightly Fluer,. Ces hommes sont souvent des artistes professionnels. Le terme est utilisé par extension pour tous les spécialistes du camouflage de la Première et de la Seconde Guerre mondiale. C'est dans ces contextes que beaucoup de techniques de camouflage innovantes ont été créées.
L'artiste surréaliste Roland Penrose a écrit que lui et Julian Trevelyan se demandaient « comment l'un ou l'autre [pouvaient] être utiles dans une activité si complètement étrangère à [eux] comme mener une guerre, [ils ont] décidé que peut-être [leur] connaissance de la peinture devait trouver une application dans le camouflage ». Trevelyan a admis plus tard que leurs premiers essais étaient trop « amateurs ». Le travail de camouflage n'était pas une garantie d'un passage sûr à travers la guerre.
Tous les camoufleurs n'étaient pas des artistes : John Graham Kerr et Hugh B. Cott (en) étaient zoologistes, bien que ce dernier était également un illustrateur qualifié. Les deux hommes croyaient passionnément qu'un camouflage perturbateur efficace était vital, en particulier face à l'observation aérienne, mais ils avaient du mal à convaincre des autorités telles que le Britannique Air Ministry que leur approche était la bonne. Au moins un officier de la Royal Air Force a estimé que le camouflage de Cott était très efficace, mais trop coûteux à mettre en place, car il exigerait la présence d'un artiste qualifié pour chaque installation.

### Développement du camouflage numérique
En 1976, l'Américain Timothy O'Neill (en) a créé un motif pixellisé nommé Dual-Tex ; il a appelé cette approche numérique texture match. Les premiers travaux ont été effectués à la main sur un véhicule de transport de troupes M113 sur un terrain d'essais. O'Neill a peint le motif avec un rouleau de 5 cm, formant des carrés de couleur à la main. À distance, les carrés ont fusionné en un motif plus grand, brisant le contour du véhicule et le faisant se fondre dans le fond des arbres ; de plus près, le motif réussit à imiter des détails plus petits du paysage, apparaissant comme des feuilles, des touffes d'herbe et des ombres,. Selon O'Neill, « il est préférable d'adapter les caractéristiques spatiales et la palette de couleurs d'un motif de camouflage à l'environnement spécifique et à la position tactique où ceux qui utilisent le camouflage seraient enclins à se cacher. »

## Camoufleurs notables

### Première Guerre mondiale

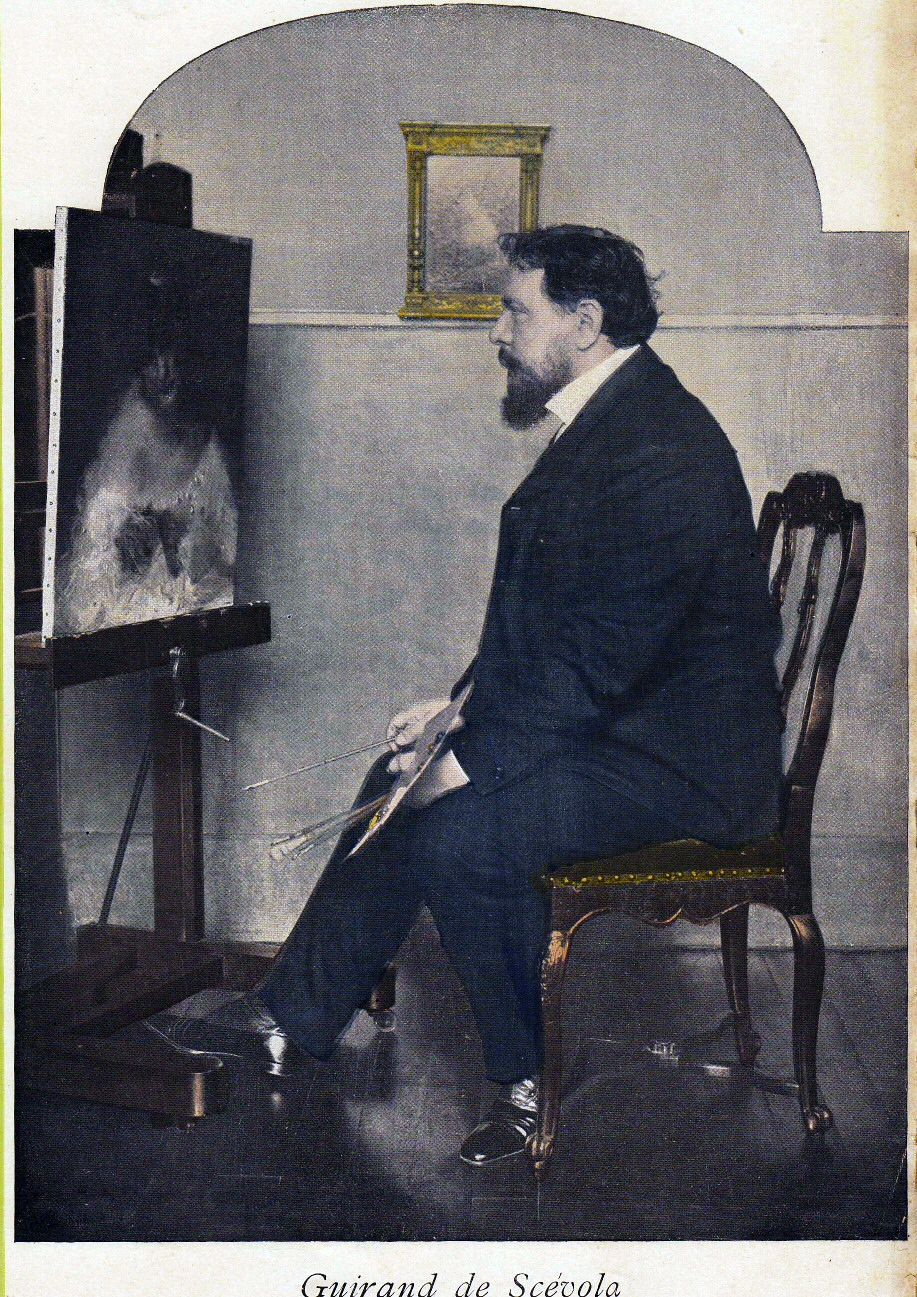
Lucien-Victor Guirand de Scévola, fondateur de l'unité de camouflage précurseur de l'armée française pendant la Première Guerre mondiale

- Lucien-Victor Guirand de Scévola (1871–1950), français. Peintre pastel symboliste ; chef de la pionnière Section de camouflage au sein de l'armée française pendant la Première Guerre mondiale[19] ;
- Jean-Louis Forain (1852–1931), français. Peintre impressionniste, membre de l'équipe de Scévola[20]
- Auguste Desch (1877–1924), français. Peintre et graveur fauviste, membre de l'équipe de Scévola[20]
- Georges Mouveau (1878–1959), français. Peintre et décorateur, membre de l'équipe de Scévola[20]
- André Dunoyer de Segonzac (1884–1974), français. Peintre, membre de l'équipe de Scévola[20]
- John Graham Kerr (1869–1957), britannique. Embryologiste, défenseur du camouflage disruptif des navires pendant la Première Guerre mondiale, influence sur Hugh Cott (camoufleur de la Seconde Guerre mondiale)[21]
- Paul Klee (1879–1940) germano-suisse. Peintre utilisant l'expressionnisme, le cubisme et le surréalisme. Avions camouflés pendant la guerre[22]
- Loyd A. Jones (en) (1884–1954), américain. Chef de la section de recherche scientifique de l'unité de camouflage de l'US Navy pendant la Première Guerre mondiale[23],[24]
- Franz Marc (1880–1916), allemand. Peintre expressionniste, graveur ; pionnier du camouflage de toile de bâche pointilliste[25]
- André Mare (1885–1932), français. Peintre cubiste, camouflant des canons d'artillerie et des arbres d'observation[26]
- Kimon Nicolaïdes (en) (1891–1938), américain. Professeur d'art, a servi en France avec l'American Camouflage Corp[27]
- Solomon Joseph Solomon (1860–1927), britannique. Peintre académique, pionnier des filets de camouflage[28]
- Abbott Handerson Thayer (1849–1921), américain. Peintre, découvreur du contre-ombrage[29]
- Leon Underwood (en) (1890–1975), britannique. Sculpteur avant-gardiste, collègue de Salomon, a fait des postes d'observation en « arbre »[10]
- Edward Wadsworth (1889–1949), britannique. Peintre vorticiste, concepteur de camouflage éblouissant pour les navires[30]
- Everett Warner (1877–1963), américain. Peintre impressionniste, inventeur de la mesure de camouflage du système Warner pour les navires[31]
- Norman Wilkinson (1878–1971), britannique. Peintre marin, pionnier du camouflage éblouissant pour la Royal Navy et la US Navy[32]

### Seconde Guerre mondiale

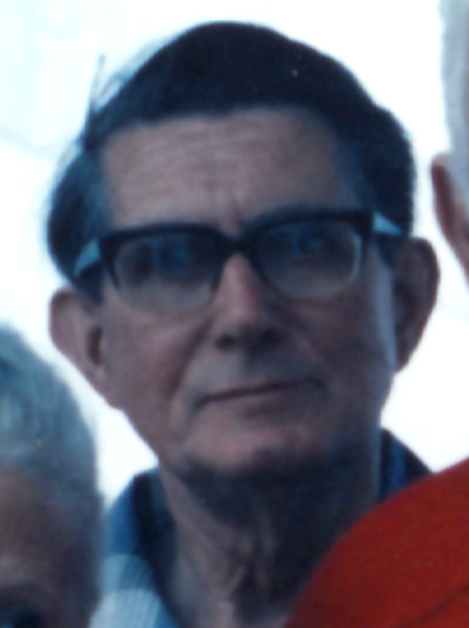
Roland Penrose en 1973.

- Tony Ayrton (en) (1909–1943), peintre britannique. Camoufleur dans le désert occidental lors de l'Opération Bertram[33]
- Geoffrey Barkas (en) (1896–1979), cinéaste britannique. Camoufleur dans le désert occidental[34]
- Hugh Casson (1910–1999), architecte britannique. Camoufleur pour l'Air Ministry de 1939 à 1944[35]
- John Codner (en) (1913–2008), peintre britannique. Camoufleur dans le désert occidental[36]
- Edward Bainbridge Copnall (en) (1903–1973), sculpteur britannique. Camoufleur dans le désert occidental[36]
- Hugh B. Cott (en) (1900–87), zoologiste britannique. Auteur du manuel Adaptive Coloration in Animals (en), a fait partie du Conseil consultatif sur le camouflage du gouvernement en 1939-1940, a été conseiller de l'armée britannique pendant la Bataille d'Angleterre et Chef instructeur du Middle East Command Camouflage Directorate (en) à Helwan, en Égypte[37]
- Frederick Gore (en) (1913–2009), peintre fauviste britannique. Camoufleur pour l'Angleterre lors de la préparation du débarquement en Normandie[38]
- Stanley William Hayter (1901–1988), peintre surréaliste et graveur britannique. A monté une unité d'entraînement de camouflage avec Roland Penrose[39]
- Ivan Koniev (1897–1973), général russe. Responsable de la maskirovka dont le camouflage à l'échelle d'une armée ainsi que des unités leurres lors de la Bataille de Koursk[40]
- Jasper Maskelyne (1902–1973), illusionniste britannique. Camoufleur dans le désert occidental, ayant exagéré son rôle et son efficacité[41]
- Oliver Messel (1904–1978), scénographe britannique. Pionnier du camouflage de casemate[42]
- Colin Moss (en) (1914-2005), artiste britannique du réalisme social (en). Camoufleur pour le Civil Defence Camouflage Establishment (CDCE), conférencier de dessin à l'Ipswich Art School[43]
- Roland Penrose (1900–1984), artiste surréaliste britannique. Professeur de camouflage, auteur de Home Guard Manual of Camouflage[44]
- Peter Proud (en) (1913–1989), directeur artistique de cinéma britannique. Camoufleur dans le désert occidental, dont le Siège de Tobrouk et créateur d'un port-leurre à Ras el Hillal ; a inventé le Net Gun Pit[45]; a été le commandant en second de Barkas dans le camouflage au Moyen-Orient
- Fred Pusey (en) (1909–1983), directeur artistique et chef décorateur de cinéma britannique. Camoufleur dans le désert occidental, dont la création d'une fausse fin de voie ferrée à Misheifa, un faux port à Ras el Hillal et lors de l'Opération Crusader[46]
- Brian Robb (en) (1913–1979), peintre, illustrateur et dessinateur humoristique britannique. Camoufleur dans le désert occidental lors de l'Opération Bertram[47],[48]
- Johann Georg Otto Schick (1882-?), professeur d'art allemand. Directeur du nouveau département de camouflage appelé « T » pour « Tarnung » (camouflage en allemand), où il a réalisé une série de motifs novateurs pour le camouflage des tenues militaires allemandes, dont le Platanenmuster (platane[49],[d]) et le erbsenmuster (petit pois[49],[e]) pour la Waffen-SS[50]
- Peter Markham Scott (1909–1989), ornithologue, conservationniste et peintre de gibier à plumes. Officier naval ayant étudié le camouflage de navire (en)[51]
- Edward Seago (1910–1974), peintre postimpressionniste britannique, conseiller en camouflage du maréchal Auchinleck[52]
- Alan Sorrell (en) (1904–1974), peintre néoromantique et illustrateur britannique. Camouflage d'aérodromes de la Royal Air Force[53]
- Basil Spence (1907–1976), architecte britannique d'art déco. Officier dans le Centre de développement et d'entraînement du camouflage (CDTC) de l'Armée britannique à Farnham[54],[55]
- Steven Sykes (en) (1914–1999), dessinateur de vitrail, céramiste et peintre britannique. Le premier officier de camouflage de grade 2 de l'Armée britannique ; a créé de fausses fin de voie à Misheifa, en Égypte en 1941, un faux port à Ras al Hilal, Cyrenaica en 1942[56],[57],[58]
- Ernest Townsend (1880–1944), portraitiste britannique. Camouflage de toits d'usines de fabrication d'avions Rolls-Royce à Derby en maisons[59]
- Julian Trevelyan (1910–1988), graveur et professeur britannique. Pionnier du camouflage dans le désert[60]

### Après les guerres mondiales

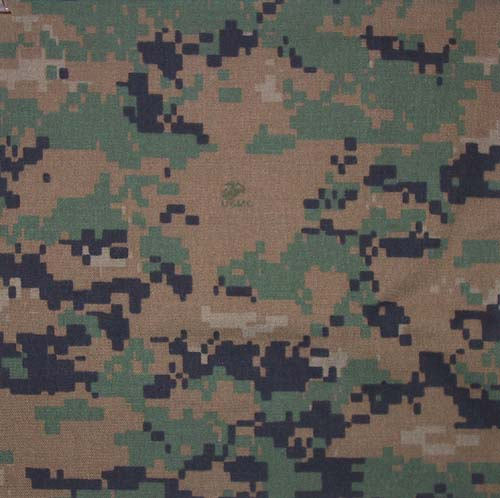
Motif MARPAT, créé en 2001 et mis en service l'année suivante.

- Timothy O'Neill (en) (1943-), expert en camouflage américain. Créateur du camouflage digital MARPAT[61]

### Filmographie
- (fr) Frédéric Tonolli et Laurence Graffin, André Mare, carnets de guerre d’un caméléon, documentaire français de 52 min diffusé sur France 5 le 14 septembre 2014 (présentation en ligne).
- (en) Jonnie Morris, Deception by Design, documentaire australien d'1 h sorti en 2015.